# André Bonin
André Bonin (* 9. März 1909 in Granville; † 7. September 1998 in Paris) war ein französischer Florettfechter.

## Erfolge
André Bonin wurde  1947 in Lissabon im Mannschaftswettbewerb Weltmeister. Bei den Olympischen Spielen 1948 in London erreichte er mit der Mannschaft ungeschlagen die Finalrunde, in der die französische Equipe ebenfalls sämtliche Partien gewann und vor Italien und Belgien den ersten Platz belegte. Gemeinsam mit René Bougnol, Jéhan Buhan, Christian d’Oriola, Jacques Lataste und Adrien Rommel wurde er somit Olympiasieger.